# Ónod
Ónod község Borsod-Abaúj-Zemplén vármegyében, a Miskolci járásban.

## Fekvése
Miskolctól 22 kilométerre délkeletre található, a környező települések közül Muhitól 3 kilométerre északra, Sajópetritől pedig 4 kilométerre délre. A legközelebbi város a nyugati szomszédságában, 7 kilométerre fekvő Nyékládháza. Legfontosabb folyóvize a Sajó, mely észak-déli irányban folyik végig a határai között, belterületétől kevesebb, mint egy kilométerre.

### Megközelítése
Közúton három irányból érhető el: Miskolc és Muhi felől a 3606-os, Nyékládháza felől pedig a 3602-es úton. Határszélét délen érinti még a 35-ös főút, a 3308-as és a 3601-es út is.
Az ország távolabbi részei felől a legegyszerűbben az M30-as autópályán közelíthető meg, hiszen az nemcsak hogy áthalad a területén, de a délnyugati határszéle közelében csomópontja is van (ahonnan a központja Muhi érintésével érhető el).

## Története
A terület az őskor óta lakott. Először 1296-ban említik, Olnod néven. A 14. század második felében már város. Ebben az időben épült a vár, Borsod vármegye első kővára. 1561-ben és 1582-ben a törökök megostromolták, de nem foglalták el. Miután Eger török kézre jutott (1596), Ónod volt az egyik legfontosabb erődítmény. 1639-ben a törökök felgyújtották. Később a németek lőtték annyira szét, hogy már nem felelt meg erődítménynek.
A Rákóczi-szabadságharc idején vára már nem játszott katonai szerepet, de a volt végvári vitézek közül szép számmal álltak be a kuruc seregbe. Zömük Ónodi János deák (1703-1705), majd Gundelfinger Dániel (1705-1706), végül Deák Ferenc ezredében (1706-1711) harcolt.
1707. május 31. és június 22. között a város közelében, tartották meg az ónodi országgyűlést, amelynek során kimondták a Habsburg-ház trónfosztását. A szabadságharc alatt sokat szenvedett a környék, a szatmári béke után pedig a város korábbi jelentőségét meghatározó vitézlő rend is létalapját vesztette, Ónod ennek ellenére még egy évszázadig meg tudta őrizni a vármegyén belüli szerepét, amely csak az iparosodás megindulásával kezdett csökkenni.
Leírás a településről a 18. század végén:		
```
"ÓNOD: Magyar mező Város Borsod Várm. földes Urai G. Áspermont, és G. Török Uraságok, lakosai katolikusok, és reformátusok, fekszik Sajó, és Hernád vizeinek öszve folyásoknál, ’s az Uraságnak kastéllyával díszesíttetik. Az előtt sokkal nevezetesebb hely, sőt erősség vala, kivált Hazánknak viszontagságai előtt. Régen négy szegeletre vólt épűlve, ’s az Ozmanok ellen jó óltalom vala 1582dikben, sőt többször is. Itten tartotta Rákóczi 1707dikben gyűlését, ’s Bercsényi, Rakovszki, és Okolicsányi ellen nagyon ki kelvén szerentsétlen helyek leve, mind Okolitsányi Kristófnak, a’ ki itten éltétől tsúfúl meg fosztatott; szenyvedésének, és állhatatosságának emlékezetére, tzímere 1709dik esztendőben Liptó Vármegyének tzímeréhez kaptsoltatott. Szántó földgye néhol soványas, és a’ trágyát megkíványa, de Sajó vize mentében jól termő, ’s vidékje kies, fája tűzre nints, piatzozása Miskolczon közel."
 	
(
Vályi András
: 
Magyar országnak leírása
, 
1796
–
1799
)
```

Ónod múltja képekben

## Közélete

### Polgármesterei
- 1990–1994: Gyarmati Sándorné (független)[3]
- 1994–1998: Gyarmati Sándorné (független)[4]
- 1998–2002: Gyarmati Sándorné (független)[5]
- 2002–2006: Bacsó János (független)[6]
- 2006–2010: Bacsó János (független)[7]
- 2010–2014: Tarnóczi József (Fidesz-KDNP)[8]
- 2014–2019: Tarnóczi József (Fidesz-KDNP)[9]
- 2019–2024: Tarnóczi József (Fidesz-KDNP)[10]
- 2024– : Tarnóczi József (független)[1]

## Népesség
A település népességének változása:
| Lakosok száma | 2444 | 2414 | 2340 | 2324 | 2238 | 2299 | 2235 |
|               | 2013 | 2014 | 2015 | 2021 | 2022 | 2023 | 2024 |

2001-ben a település lakosságának 96%-a magyar, 4%-a cigány nemzetiségűnek vallotta magát.>
A 2011-es népszámlálás során a lakosok 93,3%-a magyarnak, 13,7% cigánynak, 0,4% németnek, 0,5% ruszinnak mondta magát (6,6% nem nyilatkozott; a kettős identitások miatt a végösszeg nagyobb lehet 100%-nál). A vallási megoszlás a következő volt: római katolikus 45,8%, református 20,7%, görögkatolikus 2,5%, evangélikus 0,2%, felekezeten kívüli 8,6% (20,9% nem válaszolt).
2022-ben a lakosság 93,2%-a vallotta magát magyarnak, 3,4% cigánynak, 0,4% ruszinnak, 0,2% németnek, 0,2% ukránnak, 0,1% szerbnek, 0,1% románnak, 1,4% egyéb, nem hazai nemzetiségűnek (6,7% nem nyilatkozott; a kettős identitások miatt a végösszeg nagyobb lehet 100%-nál). Vallásuk szerint 33,6% volt római katolikus, 13,9% református, 2,5% görög katolikus, 0,6% egyéb keresztény, 9% felekezeten kívüli (39,5% nem válaszolt).

## Látnivalók
- Az ónodi vár
- Tájház

A parasztház a 19-20. század fordulójának idejét idézi bútoraival, tárgyi világával. Az 1982-ben átadott tájház kialakítása összefonódott az ónodi vár ásatásának és műemléki helyreállításának sorsával, valamint a muhi csata 750 éves évfordulójával. Az épület udvarán egy kocsiszín is helyet kapott.
- Török-kastély

A barokk stílusú kastélyt Török József építtette 1746–1753 között. Egy 1768-as leírás szerint „birtokosa az uradalomnak szendrői gróf Török József kinek a város keleti részén derék kastélya s pompás kertje volt”. 1809-ben, egy leleszi protokollumi bejegyzés szerint, az uradalom Aspremont Gobert Jánosé (1759-1819), (Rákóczi Julianna dédunokája) aki a szendrői ifj. Török Józseftől vásárolja meg.
Aspremont Gobert János gróf Batthyány Reginával kötött házasságából született Aspremont Mária (1787-1866), teljes nevén Aspremont Linden Baint Mária Otholina nevű leányuk. Aspremont Máriának gróf Erdődy György (1785-1859), Varasd vármegyei főispánnal (1807) kötött házasságával az Ónodi uradalom az Erdődy család birtokába kerül. Aspremont Mária halála után, 1866-ban éppen a legértékesebb, ónodi uradalom tagolódott szét leginkább az örökösök között. Az uradalmi központ Ónod (caput bonorum) özv. Erdődy Károlynénak (Princess Juliane of Kolowrat Krakowsky) (1823-1907), illetve gyermekeinek jutottak (férje 1864-ben halt meg).
Erdődy Károlyné halála (1907. március 28.) után Draskovich Iván (1844–1910) tulajdonába került (Erdődy Júliát vette feleségül). Draskovich rövid birtokossága alatt az uradalom eladósodott, 1910 előtt a miskolci bankok parcellázták fel a megmaradt uradalmat (2340 kat. hold földet), amelyet a várral és a kastéllyal együtt Melczer László (1869–1944), a Borsod-Miskolci Hitelbank igazgatóságának elnöke vásárolt meg 1912-ben. A két világháború között a Melczerek maradtak a tulajdonosok, de László, fiúörököse nem lévén, már az 1920-as években megosztotta az ónodi birtokot unokái (Semsey Erzsébet és nővérei, illetve Lukács Béla) között.
A kastély „utolsó ura”, Kövecsesi Lukács Béla 1892-ben született a felvidéki, Gömör vármegyei Rimaszombatban. Az első világháborúban 33 hónapig teljesített frontszolgálatot a császári és királyi 15. gyalogoshadosztály 6. számú tarack ezredénél. A harctéren nyújtott helytállásáért számos kitüntetést kapott. (Ennek elismeréséül 1938-ban személyesen Horthy Miklós vette fel a Vitézi rend tagjainak sorába.) A Tanácsköztársaság bukása után Szegeden csatlakozott a Horthy Miklós által megalakított Nemzeti Hadsereghez. Itt az ún. Madary-féle tiszti századba nyert besorolást, amely fegyverrel számolta fel a kommunista rendszer maradványait, többek között az ő és társai fogták el Szamuely Tibort is. 1923. december 8-án vette feleségül Melczer Dórát, Melczer László lányát. Házassága révén ónodi lakossá vált, egészen 1938-as államtitkári kinevezéséig, amikor is Budapestre költözött. A rokoni kapcsolat egyenes utat biztosított az ónodi kerület országgyűlési képviselőségéhez. Politikai nézetei, családi kapcsolatai elősegítették gyors politikai felemelkedését. 1935-ben Miskolc város főispánjává, 1938 decemberében pedig földművelésügyi államtitkárrá nevezte ki a kormányzó. A mezőgazdaság területe nem volt ismeretlen számára, hiszen korábban a Tiszajobbparti Mezőgazdasági Kamara elnöki tisztét is betöltötte. Emellett 1938-tól a Gömbös Gyula Társaság választmányi tagja is volt. A második világháború idején, 1942. április 17. – 1944. március 22. között, hadigondozási tárca nélküli miniszteri tisztet töltött be. 1958. március 21-én Budapesten hunyt el.
A második világháborút követően szovjet katonai kórház működött benne. Bútorait, berendezési tárgyait, könyvtárát szétlopták, a maradékot a szovjet katonák feltüzelték, parkja fáit kivágták. Az 1950-es évektől iskola működött benne.
A kastély egyemeletes, négy saroktornyos épület. Jelenleg az ónodi általános iskola egy része működik ott, amelynek Lorántffy Zsuzsanna a névadója.
- Római katolikus templom
- Református templom

## Közintézmények
- Ónodi Lorántffy Zsuzsanna Általános Iskola
- Homok-vár Óvoda
- Orvosi rendelők
- Könyvtári, Információs, Közösségi Szolgáltató Hely

## Híres szülötte
- Kazinczyné Török Sophie (1780. február 19-én) Kazinczy Ferenc felesége, férje halála után is gyermekeik nevelője, az író emlékének ápolója
- Lorántffy Zsuzsanna (1600 körül)  I. Rákóczi György erdélyi fejedelem felesége
- Dálnoky Nagy Sámuel (1775. július 23-án) főgimnáziumi tanár, költő
- Werner Gyula író, országgyűlési képviselő (1862. szeptember 6-án)

## Képgaléria
Légi felvételek a várról és környékéről:

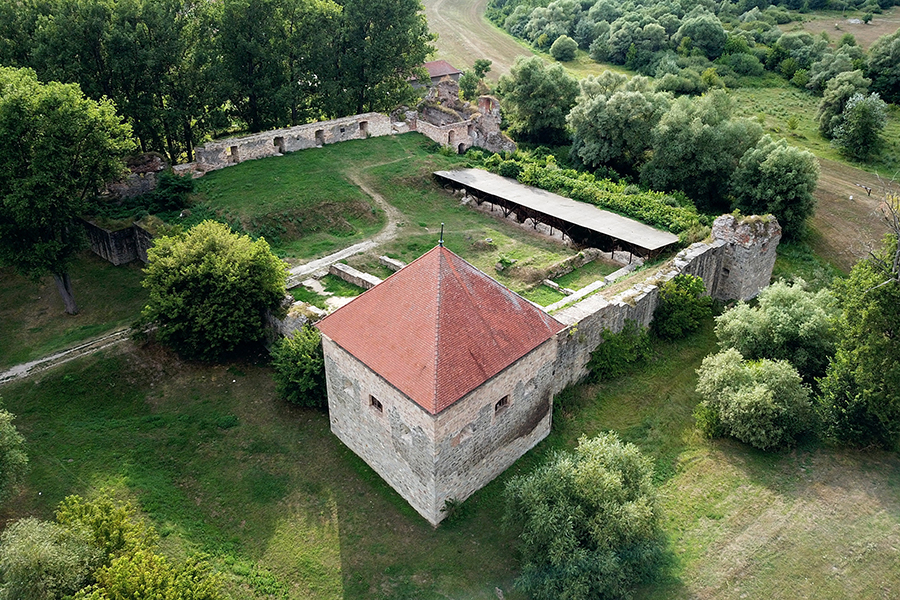
Ónodi vár madártávlatból
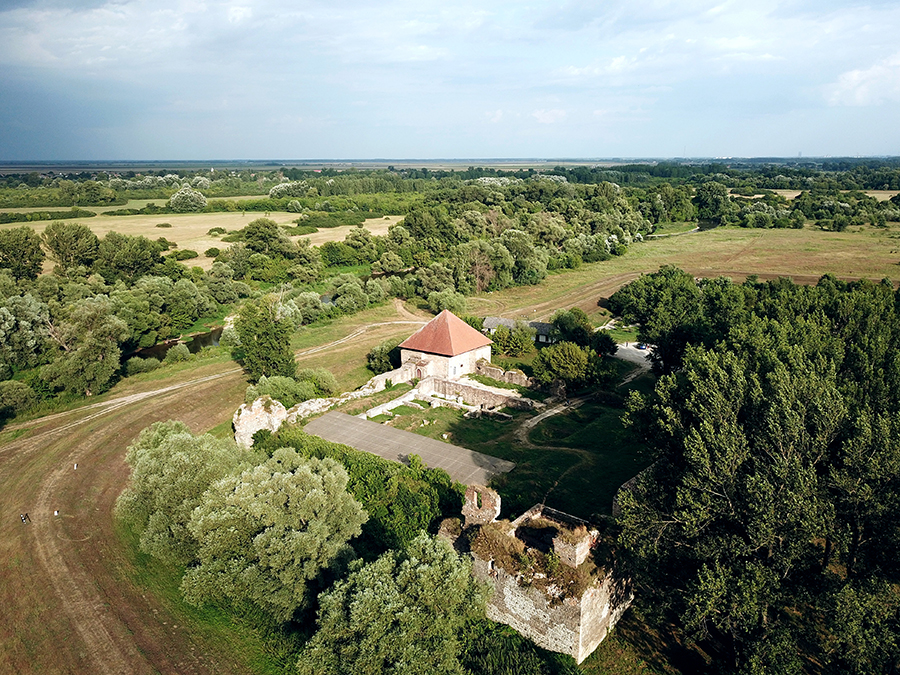
Ónodi vár - magasból fényképezve
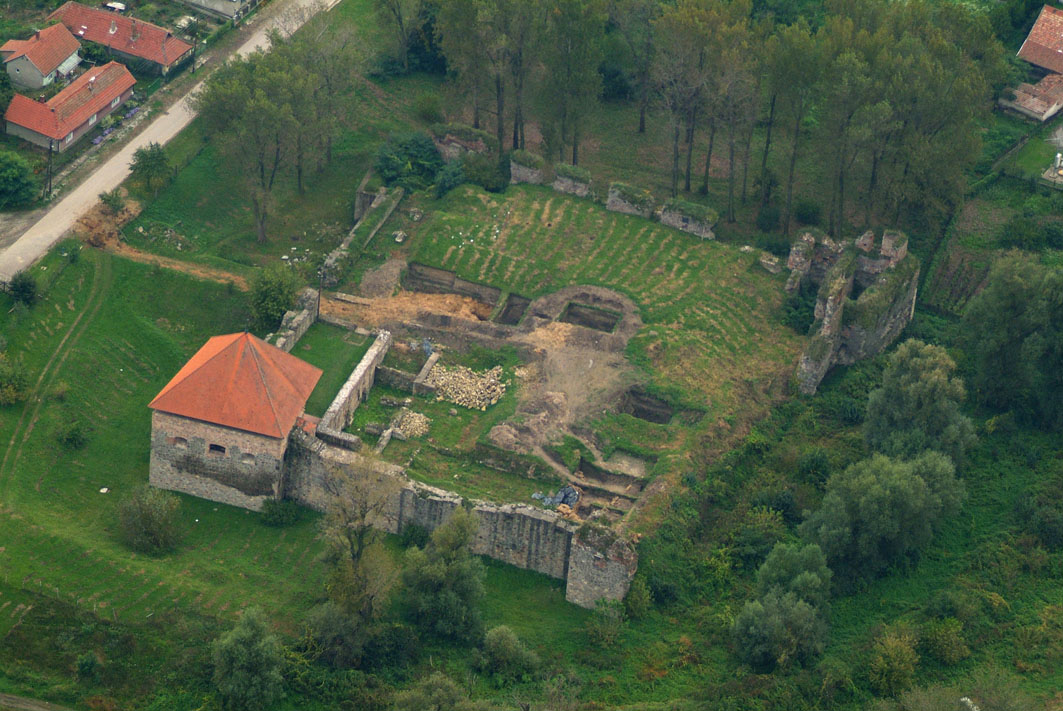
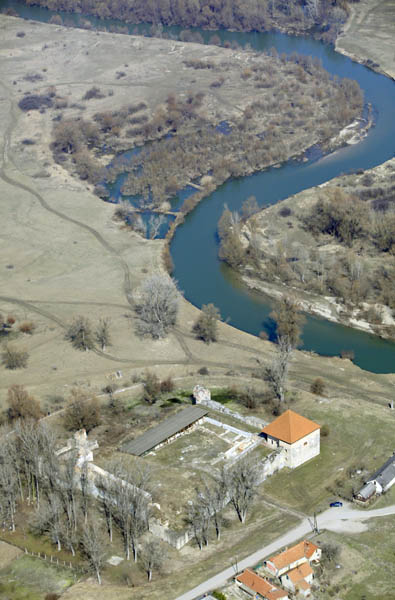
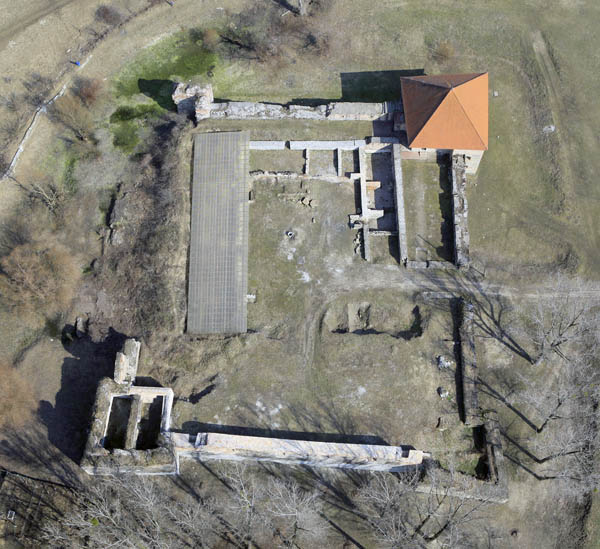
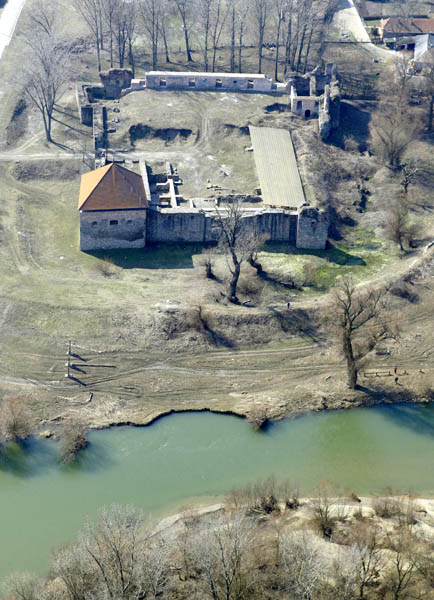
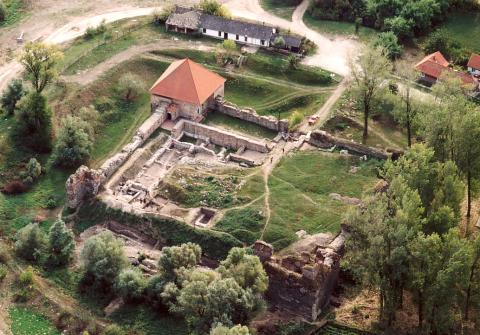
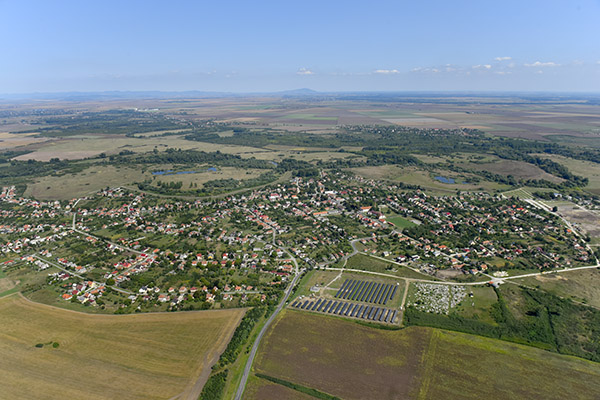
Ónod látképe madártávlatból
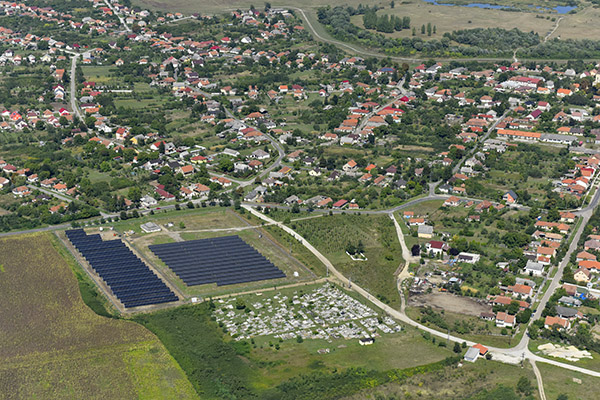
Ónodi napelem park, légi fotó
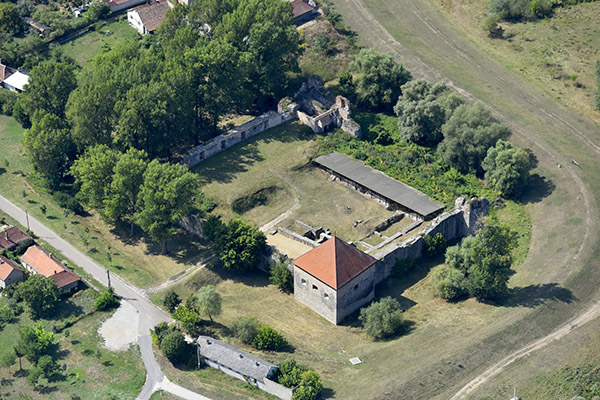
Az ónodi vár légi felvételen
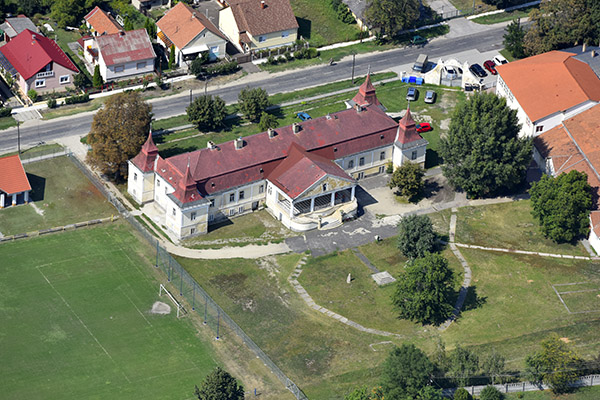
Török-Melczer-kastély (Ónod) a levegőből

## Külső hivatkozások
- Ónod honlapja
- Felső-magyarországi Várak Egyesülete – Ónod
- Ónod, tájház